# 安邑古城遗址
安邑古城遗址，或称魏豹城，位于山西省运城市盐湖区安邑街道，是安邑水库中的城池遗址。现为山西水利职业技术学院所在。
1962年时，运城县人委会以“该城系魏文侯所筑，为魏国邑城，后因韩信擒魏豹于此，故称‘魏豹城’”列为文物保护单位，立碑标示。总面积约23.4万平方米。1986年，运城市人民政府重新确认。
2004年6月10日，以安邑古城遗址之名列为山西省文物保护单位。城池为唐代遗存，略呈长方形，东西550米，南北480米，占地面积26.4万平方米。因水库浸泡，东城墙已塌毁。现存北、西、南三面城墙因人工取土受到不同程度的损坏。